# اچ‌ام‌اس رنوین (۱۷۷۴)
اچ‌ام‌اس رنوین (۱۷۷۴) (به انگلیسی: HMS Renown (1774)) یک کشتی بود که طول آن ۱۴۶ فوت ۰ اینچ (۴۴٫۵ متر) بود. این کشتی در سال ۱۷۷۴ ساخته شد.